# Dangerous Night
«Dangerous Night» — второй сингл группы 30 Seconds to Mars из пятого студийного альбома группы America. Авторами песни стали Джаред Лето и Стиви Айелло, в продюсировании принял участие Zedd. Звучание «Dangerous Night» отличается от предыдущих работ группы, став мягче и включив в себя элементы EDM.

## Информация о песне
Автором и продюсером песни «Dangerous Night» стал вокалист группы Джаред Лето, соавтором стал музыкант Стиви Айелло, сопродюсером — Zedd. 23 января 2018 года Thirty Seconds to Mars объявили о том, что «Dangerous Night» станет вторым синглом с их грядущего пятого студийного альбома. Премьера песни состоялась в эфире радиошоу Beats 1.
«Dangerous Night» содержит в себе элементы стилей EDM, эмбиент и арена-рока. В рецензии от ABC Radio отмечено, что «Dangerous Night» — «более личная песня» в сравнении с предыдущими работами группы, но при этом в ней остались музыкальные элементы, характерные для гимнов. В отзыве от CBS Radio песня характеризуется как «рок-гимн, готовый для исполнения на аренах». В отзыве от журнала Billboard говорится о том, что песня стала отправной точкой для группы в процессе отхода от хард-рок-звучания.
Thirty Seconds to Mars впервые выступили с «Dangerous Night» в эфире телепрограммы Позднее шоу со Стивеном Кольбером 25 января 2018. Шеннон Лето не присутствовал на выступлении, в качестве третьего музыканта выступил Стиви Айелло.

## Позиции в чартах
| Чарт (2018)                                  | Наивысшая позиция |
| -------------------------------------------- | ----------------- |
| Australia Download (ARIA)                    | 28                |
| Австрия (Ö3 Austria Top 40)                  | 53                |
| Бельгия/Фландрия (Ultratip Bubbling Under)   | 20                |
| Бельгия/Валлония (Ultratip Bubbling Under)   | 28                |
| Canada Download (Billboard)                  | 40                |
| Rádio Top 100                                | 66                |
| Франция (SNEP)                               | 117               |
| Германия (GfK)                               | 78                |
| (Radio Top 40)                               | 8                 |
| New Zealand Heatseekers (RMNZ)               | 10                |
| Шотландия (OCC Scotland)                     | 59                |
| Rádio Top 100                                | 79                |
| Швейцария (Schweizer Hitparade)              | 66                |
| Великобритания (OCC UK Singles Downloads)    | 57                |
| Великобритания (OCC UK Rock & Metal)         | 4                 |
| США (Billboard Alternative Airplay)          | 7                 |
| США (Billboard Digital Song Sales)           | 36                |
| США (Billboard Hot Rock & Alternative Songs) | 8                 |
| США (Billboard Rock & Alternative Airplay)   | 8                 |